# Luciano Sambi
Luciano Sambi (* 4. Oktober 1942 in Sogliano al Rubicone) ist ein ehemaliger italienischer Radrennfahrer.

## Sportliche Laufbahn
Sambi war im Straßenradsport aktiv. Als Amateur startete er für den „Verein Pedale Ravennate“ und siegte er 1962 im Giro dell’Umbria, 1963 auf einer Etappe des Giro della Valle d’Aosta, in der Trofeo Mauro Pizzoli und in der Trofeo Minardi 1964. Mit der Nationalmannschaft fuhr er 1964 die Tour de l’Avenir, wobei er den 31. Rang belegte. Im Einzelrennen der Straßenradsport-Weltmeisterschaften 1964 kam er im Rennen der Amateure auf den 61. Platz. Hinter Mario Zanin wurde er Vizemeister im Straßenrennen der Amateure. 23 Siege im Straßenradsport waren seine Bilanz als Amateur.
Von 1965 bis 1967 war er Berufsfahrer. Er gewann den Giro della Toscana 1965 vor Imerio Massignan. Dies blieb sein einziger Sieg als Radprofi. In der Nordwestschweizer Rundfahrt 1965 kam er auf den 2. Platz hinter Robert Lelangue. Im Grand Prix Forli 1965 und im Giro di Campania 1966 wurde er Dritter.
Den Giro d’Italia bestritt er zweimal. 1965 wurde er 24. und 1966 44. der Gesamtwertung. 1966 trat er vom Radsport zurück.